# Maprounea
Maprounea es un género de plantas con flores perteneciente a la familia Euphorbiaceae. Es originario del norte de Brasil y Venezuela.

## Taxonomía
El género fue descrito por Jean Baptiste Christophore Fusée Aublet y publicado en Histoire des Plantes de la Guiane Françoise 2: 895, t. 342. 1775.

## Especies aceptadas
A continuación se brinda un listado de las especies del género Maprounea aceptadas hasta marzo de 2014, ordenadas alfabéticamente. Para cada una se indica el nombre binomial seguido del autor, abreviado según las convenciones y usos.
- Maprounea africana Müll.Arg.
- Maprounea amazonica Esser
- Maprounea brasiliensis A.St.-Hil.
- Maprounea guianensis Aubl.
- Maprounea membranacea Pax & K.Hoffm.
- Maprounea obtusata (Müll. Arg.) Esser